# Anne Marie Loder
Anne Marie Loder (Saint John's, 3 agosto 1969) è un'attrice canadese, nota per avere interpretato la parte di Sophie Becker nella serie televisiva Horizon.

## Biografia
Proveniente dall'accademia teatrale Ryerson di Toronto, Anne Marie Loder ebbe il suo esordio televisivo nella serie Foto di famiglia (Family Pictures, 1993); in seguito, benché abbia lavorato anche in produzioni cinematografiche, è sempre stata maggiormente attiva in serie televisive, tra le quali si segnalano Due poliziotti a Chicago (Due South, 1994-99), Piccoli brividi (Goosebumps, 1995-98), Horizon (Higher Ground, 2000), nonché apparizioni come guest star in Stargate SG-1 (2000), The Twilight Zone (The Twilight Zone, 2002) e Dead Like Me (2004).
Tra le apparizioni cinematografiche più recenti figura quella nel ruolo della madre della protagonista in Un Natale rosso sangue (Black Christmas, 2006).
Sposata dal 2002 con il regista statunitense Peter DeLuise, figlio di Dom, la coppia ha dal 2004 un figlio chiamato Jacke Dominick.

## Filmografia parziale

### Cinema
- Darkman II: Il ritorno di Durant (Darkman II: The Return of Durant, 1995)
- Un Natale rosso sangue (Black Christmas, 2006)

### Televisione
- Foto di famiglia (Family Pictures, 1993)
- Kung Fu: la leggenda continua (Kung Fu: The Legend Continues, 1994)
- Piccoli brividi (Goosebumps, 1995)
- Pianeta Terra - Cronaca di un'invasione (Earth: Final Conflict, 1998)
- Due poliziotti a Chicago (Due South, 1999)
- Sotto massima protezione (Don't Look Behind You, 1999)
- Horizon (Higher Ground) – serie TV (2000)
- Code Name: Eternity (2000)
- La mia amica speciale (Life-Size), regia di Mark Rosma – film TV (2000)
- Seven Days (2000)
- The Twilight Zone (2002)
- The Dead Zone – serie TV (2003)
- Andromeda (Gene Roddenberry's Andromeda) – serie TV (2004)
- The Collector (2004)
- Dead Like Me (2004)
- Supernatural – serie TV (2005)
- Smallville – serie TV (2006)
- Psych – serie TV (2006)
- Stargate SG-1 (2007)
- Painkiller Jane (2007)
- Pretty Little Liars – serie TV, puntata pilota 1x01 (2010)

## Doppiatrici italiane
Nelle versioni in italiano delle opere in cui ha recitato, Anne Marie Loder è stata doppiata da:
- Giò Giò Rapattoni in Psych
- Barbara Castracane in Pretty Little Liars
- Michela Alborghetti in Supernatural (ep. 15x04)
- Mirta Pepe in Un amore di damigella